# Milharado
Milharado is een plaats (freguesia) in de Portugese gemeente Mafra en telt 5251 inwoners (2001).